# 5 гривень (монета)
5 гривень — обігова монета України, введена в обіг Національним банком України (НБУ) 20 грудня 2019 року, яка перебуває в обігу паралельно з банкнотами цього ж номіналу, випущених з 2004 року і пізніше. Монета є законним платіжним засобом України та обов'язкова до прийому без обмежень у всі види платежів, для зарахування на розрахункові та кредитні рахунки, а також для грошових переказів по Україні та за кордон.

## Історія
Українські обігові монети номіналом 5 гривень були запроваджені в грошовий обіг України 20 грудня 2019 року в рамках програми НБУ, анонсованої 2018 року, по заміщенню в обігу дрібних банкнот, монетами відповідних номіналів. 5-гривневі монети карбуються із нового матеріалу, який досі ніколи не використовувався в українській монетній справі — цинковий сплав з гальванічним покриттям. Презентація нових обігових монет номіналом 1, 2, 5 та 10 гривень, була проведена НБУ ще 14 березня 2018 року. Першим етапом заміни банкнот, стало введення 27 квітня 2018 року монет в 1 та 2 гривні. Протягом наступного етапу — були введені монети номіналом 5 гривень та 10 гривень (3 червня 2020 року).

## Монети масового випуску
Аверс 5 гривень зразка 2018 року містив зображення малого Герба України, в обрамленні давньоруського орнаменту, а також логотип Банкнотно-монетного двору НБУ. А реверс монети містив зображення Богдана Хмельницького (1596—1657) — політика, полководця і дипломата, провідника національно-визвольних змагань 1648—1657 років, творця Української козацької держави та гетьмана Війська Запорозького; аналогічне його портрету на банкноті у 5 гривень зразка 2004 року, яка підлягала вилученню з обігу. Авторами дизайну монети стали художники: Володимир Дем'яненко (аверс), Роман Чайковський (реверс).
| Обігова монети звичайного випуску, зразка 2018 року | Обігова монети звичайного випуску, зразка 2018 року | Обігова монети звичайного випуску, зразка 2018 року | Обігова монети звичайного випуску, зразка 2018 року | Обігова монети звичайного випуску, зразка 2018 року | Обігова монети звичайного випуску, зразка 2018 року | Обігова монети звичайного випуску, зразка 2018 року | Обігова монети звичайного випуску, зразка 2018 року | Обігова монети звичайного випуску, зразка 2018 року | Обігова монети звичайного випуску, зразка 2018 року | Обігова монети звичайного випуску, зразка 2018 року | Обігова монети звичайного випуску, зразка 2018 року | Обігова монети звичайного випуску, зразка 2018 року |
| Зображення                                          | Зображення                                          | Зображення                                          | Параметри                                           | Параметри                                           | Параметри                                           | Параметри                                           | Опис                                                | Опис                                                | Опис                                                | Дата                                                | Дата                                                |                                                     |
| Аверс                                               | Реверс                                              | Гурт                                                | Діаметр (мм)                                        | Товщина (мм)                                        | Маса (г)                                            | Матеріал                                            | Гурт                                                | Аверс                                               | Реверс                                              | введення                                            | карбування                                          |                                                     |
| --------------------------------------------------- | --------------------------------------------------- | --------------------------------------------------- | --------------------------------------------------- | --------------------------------------------------- | --------------------------------------------------- | --------------------------------------------------- | --------------------------------------------------- | --------------------------------------------------- | --------------------------------------------------- | --------------------------------------------------- | --------------------------------------------------- | --------------------------------------------------- |
|                                                     |                                                     |                                                     | 22,1                                                | 2                                                   | 5,2                                                 | Цинковий сплав з гальванічним покриттям             | Секторальне рифлення                                | Герб України, номінал, декоративні візерунки        | Богдан Хмельницький                                 | 20 грудня 2019                                      | 2018 (демоверсія), 2019, 2020, 2021                 |                                                     |

## Ювілейні та пам'ятні монети
Також з 1996 року НБУ карбує обмеженними тиражами 5-гривневі пам'ятні та ювілейні монети у якості пруф з недорогоцінних (нейзільбер) та дорогоцінних металів (срібло, золото).

## Інвестиційні монети
З 2011 року НБУ випускає в обіг інвестиційні 5-гривневі монети «Архістратиг Михаїл», які містять 7,78 грамів золота (чверть тройської унції) 999,9 проби. Вони призначені для інвестування та накопичення. Такі монети віднесені до категорії банківських металів. Номінальна вартість цих монет значно нижча від вартості дорогоцінного металу, з якого вони відкарбовані.

## Кількість монет в обігу
Станом на 1 липня 2023 року в грошовому обігу Україні перебувало 216,5 мільйонів штук 5-гривневих монет (без пам'ятних та інвестиційних), що складає 1,5 % від загального монетного обсягу.

## Монетні набори
З 2019 року й досі НБУ випускаються колекційні набори монет України у якості пруф, до яких, зокрема, входять і обігові 5-гривневі монети:
| 2021 | Колекційний набір. Монети України | 20000 | 10 і 50 копійок; 1, 2, 5 і 10 гривень (зразка 2018 року) |
| 2020 | Колекційний набір. Монети України | 30000 | 10 і 50 копійок; 1, 2, 5 і 10 гривень (зразка 2018 року) |
| 2019 | Колекційний набір. Монети України | 20000 | 10 і 50 копійок; 1, 2, 5 гривень (зразка 2018 року); 10 гривень «КрАЗ-6322 „Солдат“»; 10 гривень «На варті життя»; 10 гривень «Учасникам бойових дій на території інших держав» |